# الرجبان
الرجبان مدينة في الجبل الغربي (جبل نفوسة) ليبيا. تقع جنوب غرب طرابلس.

## الموقع
تبعد الرجبان عن العاصمة الليبية حوالي 162 كم ويحدها من الغرب مدينة جادو (فساطو) ومن الشرق مدينة الزنتان
```
ومن الجنوب الحمادة الحمراء ومن الشمال سهل الجفارة ومن بلداتها 
تاردية
 وأولاد عبيد والبراهمة وأولاد مسعود وأولاد عنان وأولاد عبد الجليل 
واولاد جابر
 وأولاد عطية وآشفي.
```

## التاريخ

### أصل التسمية
يبدو اسم الرجبان اسمًا جديدًا لا يظهر في المصادر القديمة كاسم مكان أو اسم ينتمي للسكان، حيث عُرف سكان المنطقة القدامى بأسماء قبائلهم مثل تارديت والزموري وميري والسنتوتي والأشرني والآشفي وغيرهم.
وتعددت الروايات المتضاربة حول أصل الاسم، فهناك من يزعم أن الرجبان مرتبطة بشهر رجب، وهناك أسطورة تقول أن الاسم يخص حاكم أتى إلى ليبيا قبل خمسة قرون، يسمى أحمد بن عبد الله الرجباني من أصل يمني وينتمي للملك عمرو بن عامر ملك سبأ وهناك من يعتقد أن اسم الرجبان يرجع لقبيلة الرجبان في الجزيرة العربية، وهم فرع من قبيلة الدواسر.

## الاقتصاد
تشتهر الرجبان بزراعة الزيتون والكروم وتربية المواشي.

## التعليم
توجد بها العديد من المؤسسات التعليمية والدينية ومنها كلية الاقتصاد (جامعة الجبل الغربي) والزاوية الدينية التي أسسها «الشيخ أبوالقاسم محمد العيساوي» سنة 1882، ولا يزال ضريحه موجوداً بها حتى الآن وتقام بها احتفالية الجيلاني السنوية نسبة إلى الشاعر الجيلاني طريبشان.

## السكان
يبلغ تعداد سكانها المقيمين حوالي 20.0389 نسمة (إحصاء 2013).

## المعالم
يوجد بها قصر الحاج عند جبل نفوسة وهو مخزن حبوب يعود تاريخه إلى القرن الثالث عشر الميلادي يضم 114 غرفة و30 سرداباً. كما أنه بها جامع أثري يرجع للعهد العثماني.

## المناخ
مناخها معتدل بارد في الشتاء وحار صيفاً.

## معرض الصور

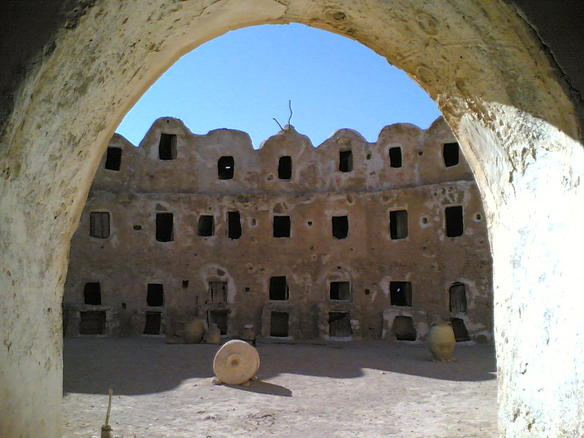
قصر الحاج
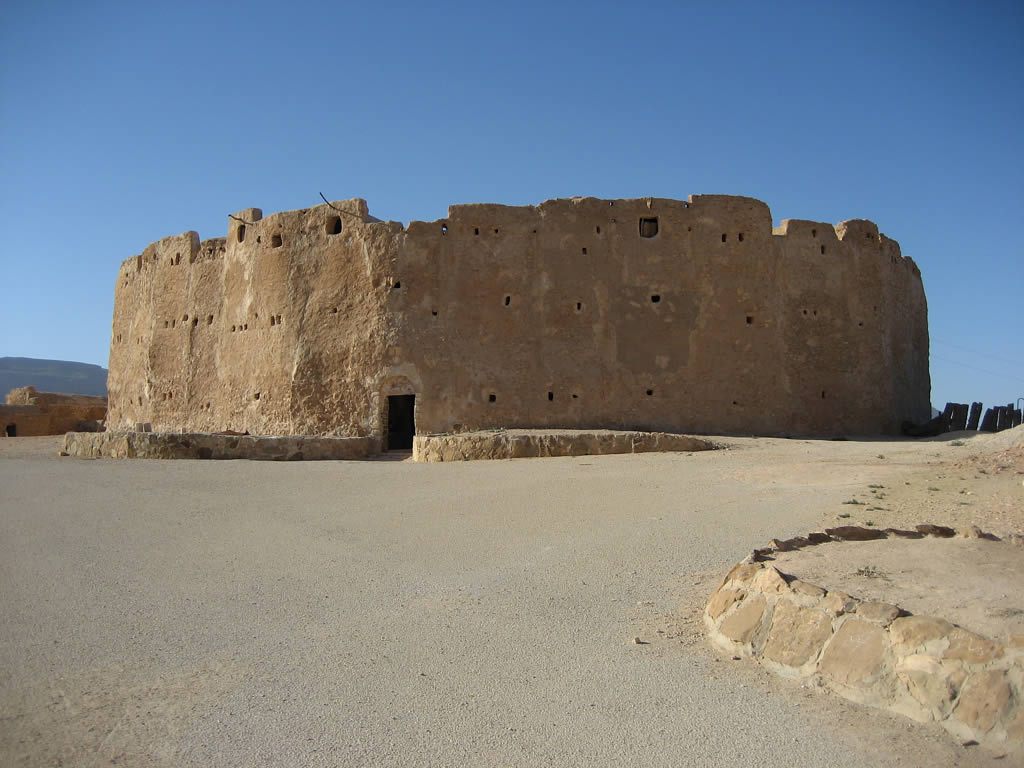
قصر الحاج من الخارج
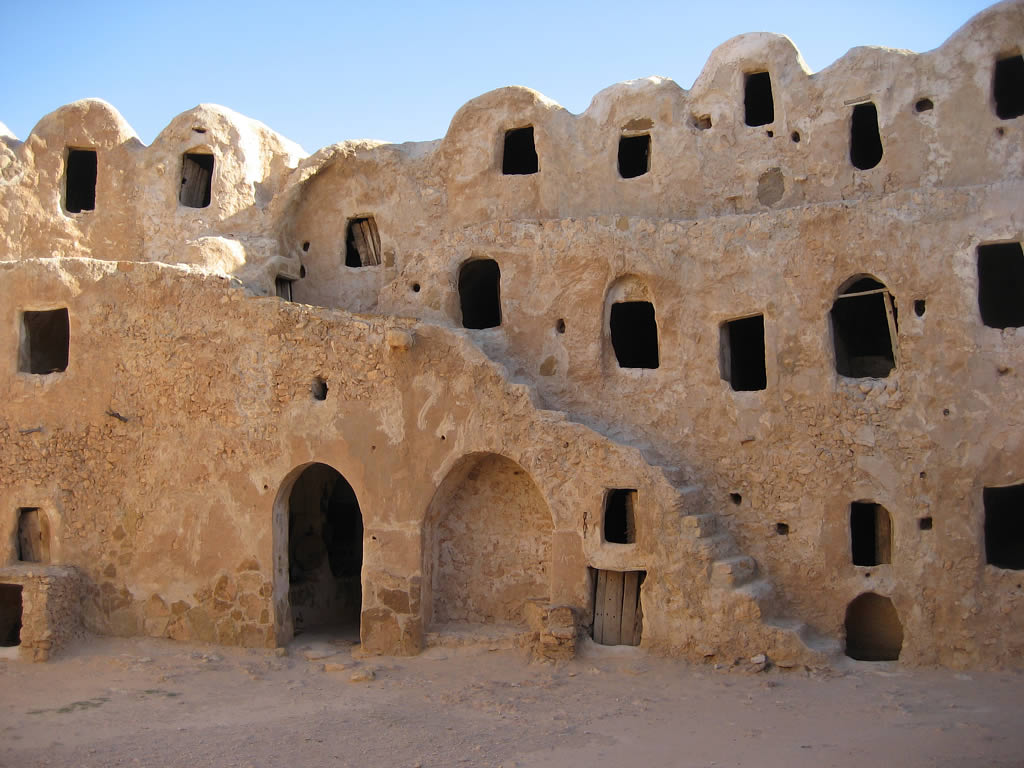
قصر الحاج من الداخل